# Азимова, Халима
Халима Азимова (род. 1937) — советский узбекский бригадир хлопководческой бригады. Депутат Верховного Совета СССР.

## Биография
Родилась в 1937 году. Узбечка. Беспартийная. Образование среднее.
С 1952 года доярка и хлопковод. С 1960 года — бригадир хлопководческой бригады им. Сабира Рахимова Денауского района Сурхандарьинской области.
Избиралась депутатом Совета Национальностей Верховного Совета СССР 8, 9 созыва (1970—1984) от Денауского избирательного округа № 112 Сурхандарьинской области.